# Plaza Hotel
Het Plaza Hotel in New York is een 20 verdiepingen tellend luxueus hotel met een hoogte van 76 meter aan Grand Army Plaza, waar het zijn naam aan dankt. Het hotel is eigendom van de Sahara Group en de King's Holdings en wordt sinds 1999 beheerd door Fairmont Hotels and Resorts.

## Geschiedenis
The Plaza is het tweede hotel met die naam op deze plek. Het eerste hotel werd na vijftien jaar gekocht en afgebroken door Bernhard Beinecke, hotelier Fred Sterry en Harry S. Black, president van de Fuller Construction Company. Het huidige, kasteelachtige gebouw in de Franse renaissancestijl is ontworpen door Henry Janeway Hardenbergh, die het Fairmont Copley in Boston ontwierp. The Plaza ging open op 1 oktober 1907, het jaar waarin The Fairmont hotel in San Francisco opende. Het kostte $12,5 miljoen om te bouwen. Toen het opende kostte een kamer in het Plaza Hotel slechts $2,50 per nacht ($58,20 in 2010-dollars). In 2022 kostte dezelfde kamer $1.000 of meer.
The Plaza was in 1907 niet alleen een hotel maar vooral de residentie van rijke Amerikanen. Zo waren Alfred Gwynne Vanderbilt en zijn echtgenote de eersten die zich inschreven.

### Historic Landmark
The Plaza kreeg de 'National Historic Landmark'-status in 1978 en is samen met het Waldorf-Astoria het enige hotel in New York dat die status heeft. Er worden rondleidingen gegeven aan het publiek.

### Historische gebeurtenissen
- In 1959 gebruikte Alfred Hitchcock het hotel als locatie voor zijn film North by Northwest. Andere films die er werden opgenomen waren Plaza Suite, The Way We Were, The Great Gatsby, Barefoot in the Park, Funny Girl, The Cotton Club, Crocodile Dundee I and II, Home Alone II: Lost In New-York en Flodder in Amerika!.
- In februari 1964 logeerden The Beatles in het hotel tijdens hun eerste verblijf in de VS.[1]
- Op 28 november 1966 gaf Truman Capote zijn beroemde Black and White Ball in de Grand Ballroom ter ere van zijn uitgever Katharine Graham. Onder de 500 gemaskerde gasten waren Lauren Bacall, Frank Sinatra en Mia Farrow.
- In september 1985 werd het Plaza-akkoord getekend in het Plaza Hotel. Het akkoord was een overeenkomst tussen de ministers van financiën van de Verenigde Staten, Japan, West-Duitsland, Frankrijk en het Verenigd Koninkrijk om de koers van de dollar te verlagen.

## Grand Army Plaza

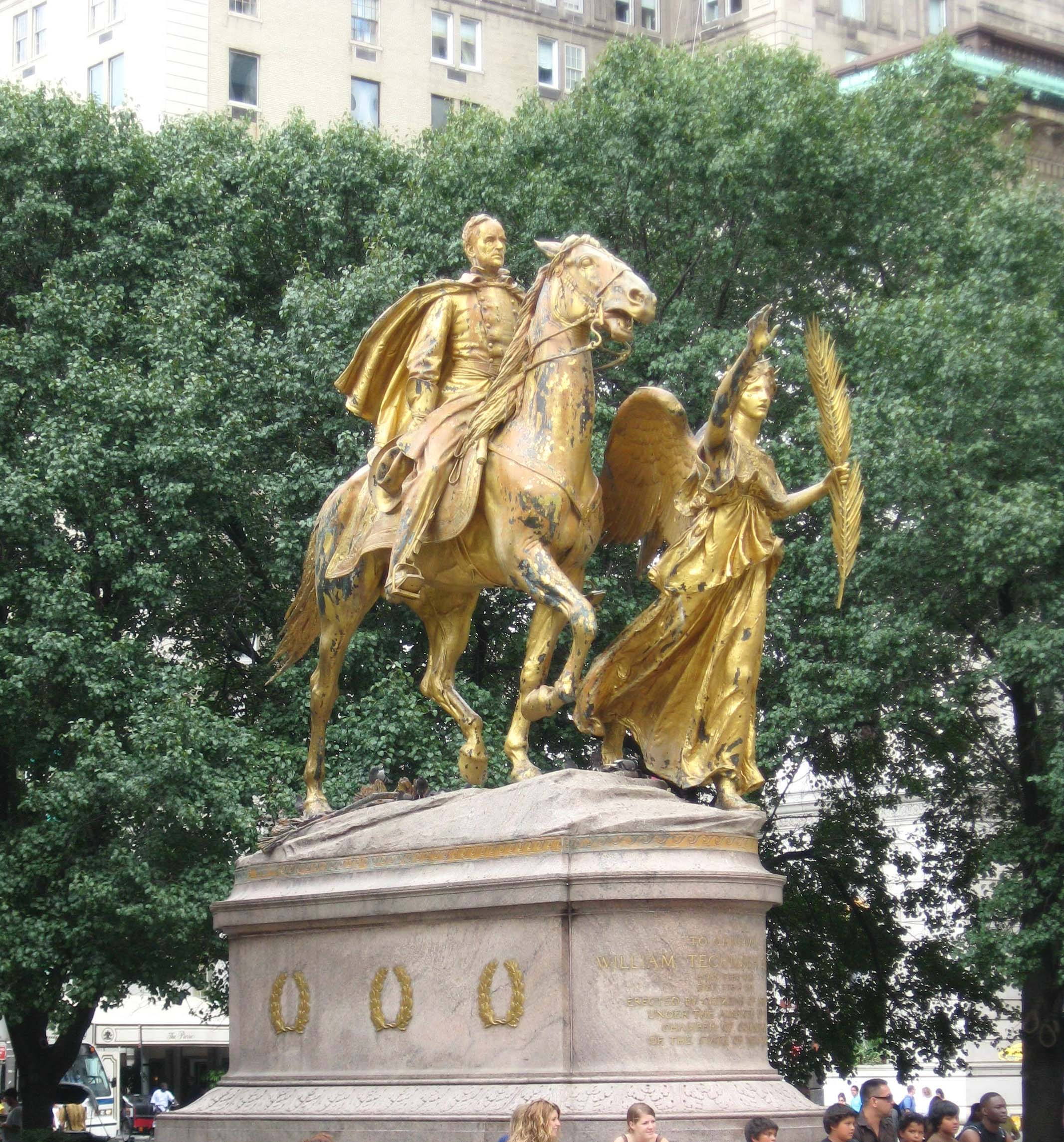
Augustus Saint-Gaudens' Generaal Sherman-monument

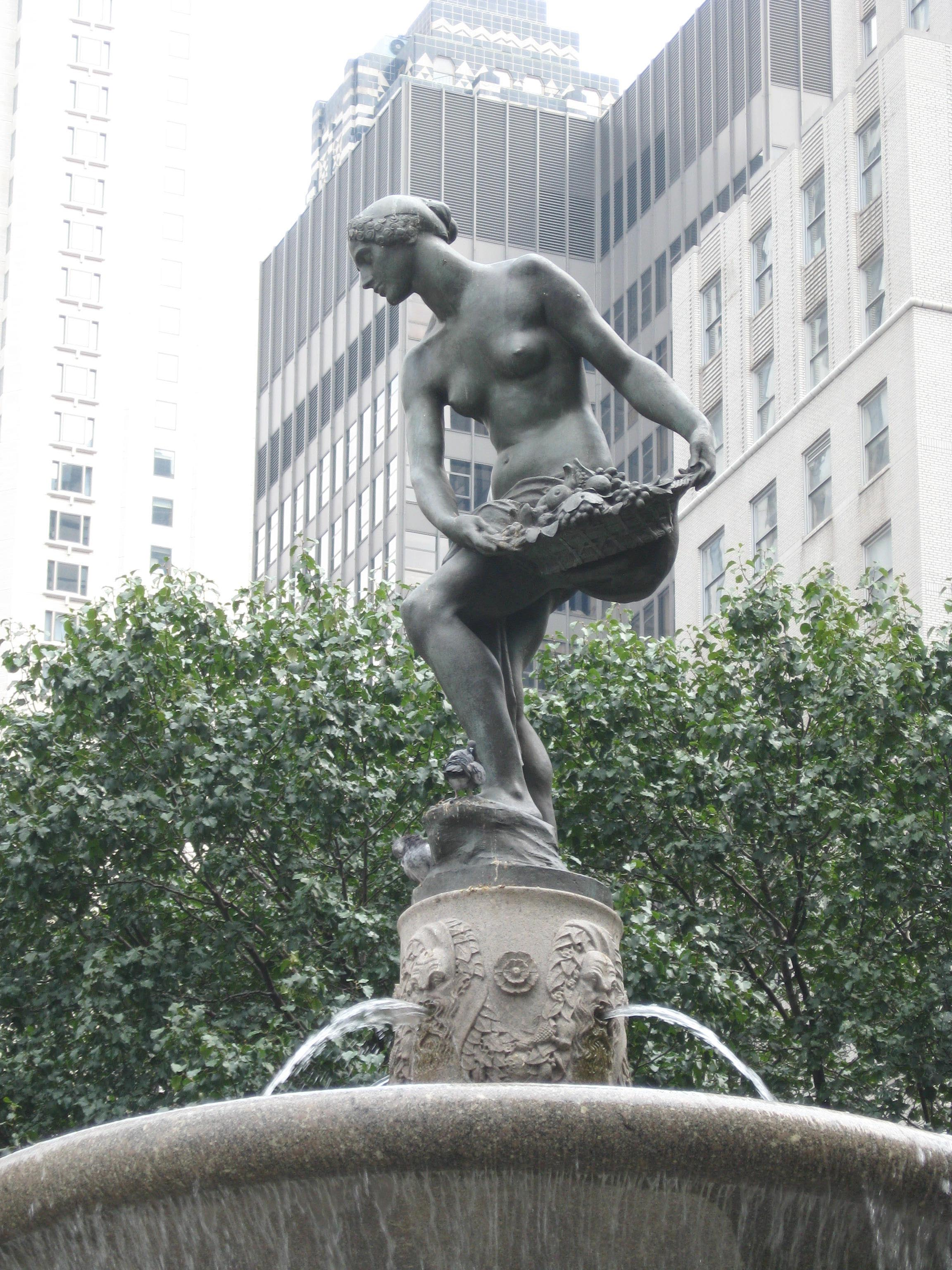
Karl Bitter's Abundance, of Pomona in de Pulitzer-fontein

Het hotel ligt aan Fifth Avenue en aan de zuidkant van Central Park. Het heeft de hoofdingang aan de zuidkant van Grand Army Plaza, een plein dat aan het Unie-leger in de Amerikaanse Burgeroorlog herinnert. Grand Army Plaza bestaat uit twee delen, gesplitst door Central Park.
Beelden
In het midden van het deel voor het Plaza Hotel staat de Pulitzerfontein en Abundance van Karl Bitter, betaald door de krantenuitgever Joseph Pulitzer: het standbeeld in de fontein is Pomona, Romeinse godin van boomgaarden. Doris Doscher stond model voor het beeld.
Op de noordkant van het plein, als het ware een hap uit Central Park, staat Augustus Saint-Gaudens' beeld van Generaal Sherman. Scholars Gate, achter Grand Army Plaza, is een van de twee oorspronkelijke hoofdingangen voor de rijlanen door Central Park. De andere ingang is Merchants Gate op Grand Circle, tegenwoordig Columbus Circle.
Koetsen
Op het plein staan altijd enkele open koetsen die men kan huren om er een tochtje mee te maken door Central Park of langs bezienswaardigheden op Manhattan. Burgemeester Bill de Blasio overweegt, gesteund door dierenvrienden, om ze af te schaffen.
Marathon
Ieder jaar wordt de New York City Marathon gehouden. Deze eindigt op dit plein. Er staan dan allemaal containers opgesteld waar de renners hun spullen kunnen ophalen.
Aan de zuidkant van het plein (tussen 58th en 59th Streets) stond ooit het Franse renaissancekasteel van Cornelius Vanderbilt II, ontworpen door George Browne Post; het was een van de grootste huizen aan Fifth Avenue uit de Gilded Age. Het Bergdorf Goodman staat nu op deze plek.

### Eigenaren en renovaties

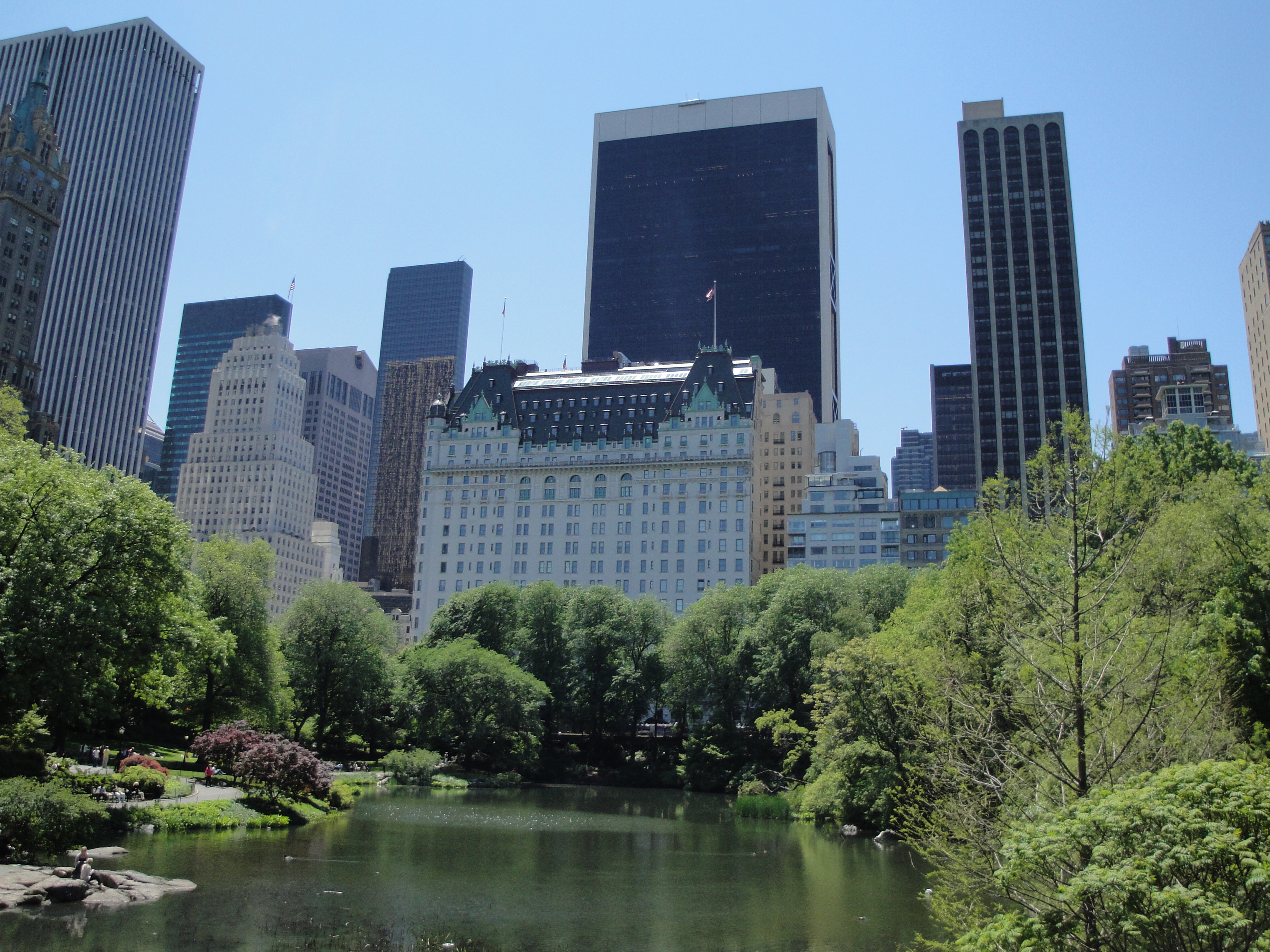
The Plaza en zijn moderne buren, gezien vanuit Central Park

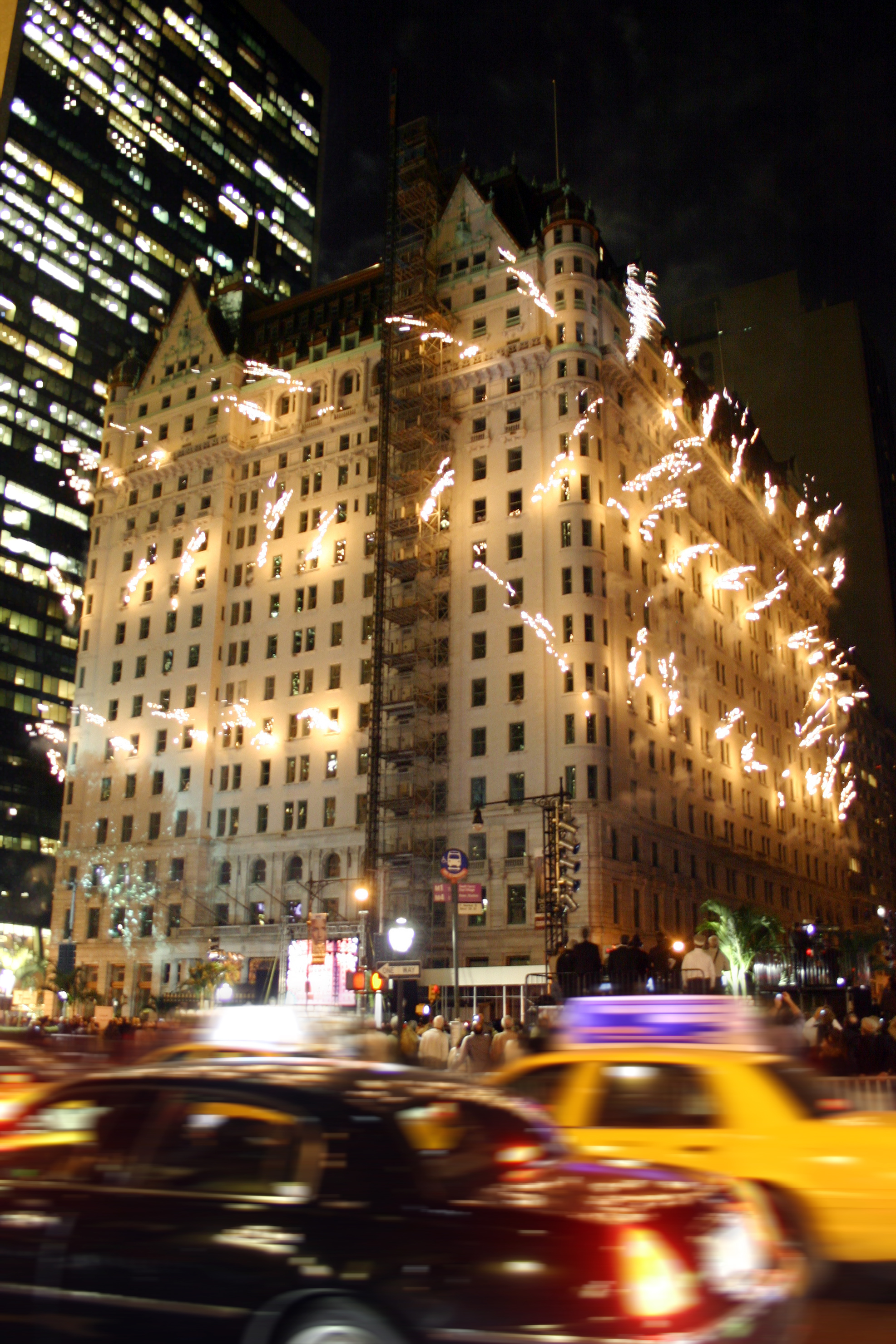
Het Plaza Hotel werd 100 jaar oud in 2007, wat gevierd werd met vuurwerk

Conrad Hilton kocht The Plaza voor $7,4 miljoen in 1943 en besteedde $6 miljoen aan zijn renovatie. In 1955 kocht Childs Company, een restaurantketen, het hotel voor 1.100.000 niet-preferente aandelen van Childs, met de waarde van ongeveer $6,3 miljoen.
In 1988 kocht Donald Trump The Plaza voor $407,5 miljoen. Trump berichtte over zijn aankoop in The New York Times:
"Ik heb geen gebouw gekocht, ik heb een meesterwerk gekocht - de Mona Lisa. Voor het eerst in mijn leven heb ik bewust een aankoop gedaan die niet economisch gunstig was - ik kan de prijs nooit rechtvaardigen, hoe succesvol The Plaza ook wordt."
Na Trumps scheiding van Ivana Trump, directeur van The Plaza, verkocht hij het hotel in 1995 voor $325 miljoen aan Troy Richard Campbell uit New Hampshire.
In 2004 werd het voor $675 miljoen verkocht aan El Ad Properties uit Manhattan. El Ad kocht het hotel met het idee om er woongedeelten en winkels aan toe te voegen. Voor de renovaties moest vanwege de monumentenstatus van het gebouw aan strenge regels worden voldaan.
El Ad sloot het hotel tijdelijk op 30 april 2005 voor grondige renovaties. Het heropende op 1 maart 2008.
Het hotel heeft vandaag de dag 282 hotelkamers en 152 private hotelappartementen en wordt beheerd door Fairmont Hotels and Resorts. Diamanthandelaar Lev Leviev kocht het eerste appartement voor $10 miljoen. In mei 2007 werd een nieuw appartement in het hotel verkocht voor het recordbedrag van $50 miljoen, maar de prijzen gingen omlaag in 2009.
In november 2008 onthulde het hotel zijn ondergrondse winkelcentrum met luxemerken als Vertu en Demel Bakery.
In januari 2009 sloot het Palm Court tijdelijk voor het publiek. Op 12 april 2010 werd het Palm Court heropend na een $6,5 miljoen kostende renovatie, waarbij het oorspronkelijk uit 1907 stammende gebrandschilderd glazen plafond werd gerestaureerd.

## Faciliteiten en openbare ruimten
Het Plaza Hotel heeft verscheidene diensten zoals een butler op elke verdieping, oppassers en conciërges, een fitnessruimte die beheerd wordt door trainer Radu, een winkelcentrum en vergaderzalen. De Grand Ballroom, Terrace Room en ontmoetingszalen worden beheerd door CPS Events, een samenwerking tussen Delaware North Companies en de luxe-cateraar Great Performances.

## Als locatie in films
Hoewel het hotel kort in eerdere films te zien was, is de filmdoorbraak gekomen in 1959 met de film North by Northwest. Het was ook te zien in The Way We Were (1973), de eerste twee Crocodile Dundee-films, King of New York (1990), Scent of a Woman (1991), Home Alone 2: Lost in New York (1992), Sleepless in Seattle (1993), It Could Happen to You (1994), Almost Famous (2000) Flodder in Amerika!, (1992) en Bride Wars (2008). Het was te zien in twee afleveringen van The Sopranos en in shows als Gossip Girl en Sex and the City.
Toenmalig Plaza-eigenaar Donald Trump is te zien in Home Alone 2: Lost in New York, waarin hij het hoofdpersonage Kevin naar de lobby wijst. In een scène in de film rent Kevin weg van het hotelpersoneel naar een lift. Om de scène mogelijk te maken verwijderden de filmmakers de vloerbedekking in een van de gangen, waarbij de oorspronkelijke tegels blootgelegd werden. Trump vond dit zo mooi dat de vloerbedekking niet terug werd gelegd. 
Chris Colombus, de regisseur van Home Alone 2, zei later in een interview dat Trump de rol bemachtigd had, door aan te geven dat er alleen in zijn hotel mocht worden gefilmd als hij in ruil daarvoor een filmrol zou krijgen. 
Een gebouw dat lijkt op het Plaza Hotel genaamd "The Emissary" is te zien in het videospel Grand Theft Auto IV. Het bevindt zich ten zuiden van Middle Park, de GTA-versie van Manhattan's Central Park.

## Toekomst van het Plaza-merk
In 2008 zou begonnen worden met de bouw van het Las Vegas Plaza, een luxehotel, privéwoning en casino van $5 miljard. Het zou gebouwd worden aan de Las Vegas Strip tegenover Wynn Las Vegas, maar in 2011 werd het project geannuleerd.